# Municipio de Dallas (condado de DeKalb)
El municipio de Dallas (en inglés: Dallas Township) es un municipio ubicado en el condado de DeKalb en el estado estadounidense de Misuri. En el año 2010 tenía una población de 336 habitantes y una densidad poblacional de 3,06 personas por km².

## Geografía
El municipio de Dallas se encuentra ubicado en las coordenadas 39°59′8″N 94°15′40″O / 39.98556, -94.26111. Según la Oficina del Censo de los Estados Unidos, el municipio tiene una superficie total de 109.83 km², de la cual 109,18 km² corresponden a tierra firme y (0,59 %) 0,64 km² es agua.

## Demografía
Según el censo de 2010, había 336 personas residiendo en el municipio de Dallas. La densidad de población era de 3,06 hab./km². De los 336 habitantes, el municipio de Dallas estaba compuesto por el 91,96 % blancos, el 2,38 % eran afroamericanos, el 3,27 % eran amerindios, el 1,19 % eran asiáticos, el 0,3 % eran de otras razas y el 0,89 % eran de una mezcla de razas. Del total de la población el 4,46 % eran hispanos o latinos de cualquier raza.